# Kudakibidhoo
Kudakibidhoo ou Kudadhoo est une petite île inhabitée des Maldives.

## Géographie
Kudakibidhoo est située dans le centre des Maldives, au Sud de l'atoll Kolhumadulu, dans la subdivision de Thaa.